# Чудові часи
Чудові часи (нім. Herrliche Zeiten) — німецький документальний фільм Гюнтера Нойманна 1950 року.

## У ролях
| - Бруно Фріц — камео - Едіт Шолльвер — співачка - Татьяна Зайс — співачка - Ерік Оде — співак - Евальд Венк — співак - Ганс Альберс — камео - Лучіано Альбертіні — камео - Руаль Амундсен — камео - Альфред Браун — камео - Енріко Карузо — камео - Чарльз Чаплін — камео - Ліа де Путті — камео - Фрідріх Еберт — камео - Віллі Форст — камео - Рудольф Форстер — камео - Віллі Фріч — камео - Ліллієн Гарві — камео - Бригітта Гельм — камео | - Еміль Яннінгс — камео - Бастер Кітон — камео - Вернер Краус — камео - Гарольд Ллойд — камео - Еріх Людендорф — камео - Міа Май — камео - Аста Нільсен — камео - Анна Павлова — камео - Гаррі Піль — камео - Джон Рокфеллер — камео - Аделе Сандрок — камео - Макс Шмелінг — камео - Джордж Бернард Шоу — камео - Густав Штреземан — камео - Рудольф Валентіно — камео - Пауль фон Гінденбург — камео - Фердінанд фон Цеппелін — камео |